# Roman Deininger
Roman Deininger (* 6. Juni 1978 in Ingolstadt) ist ein deutscher Journalist und Autor.

## Leben
Nach dem Abitur am Reuchlin-Gymnasium und dem Grundwehrdienst bei der Bundeswehr in Ingolstadt nahm Deininger ein Studium der Politischen Wissenschaft, Amerikanischen Kulturgeschichte und Theaterwissenschaft an der Ludwig-Maximilians Universität München auf, das er 2004 mit einem Magister Artium abschloss. 2004 begann er ein Doktoratsstudium der Politikwissenschaft an der Universität Wien und hatte Forschungsaufenthalte in den USA, unter anderem am Center Austria an der University of New Orleans. Mit einer Dissertation zum Thema Der Glaube im Weißen Haus. Das Verhältnis von Politik und Religion im Spiegel der US-Präsidenten von Franklin D. Roosevelt bis George W. Bush wurde er 2009 an der Fakultät für Sozialwissenschaften der Universität Wien bei Peter Gerlich promoviert.
Deininger arbeitete als freier Journalist für die Frankfurter Allgemeine Zeitung, den Tagesspiegel, den Donaukurier und die Deutsche Presse-Agentur. Seit 2007 arbeitet er für die Süddeutsche Zeitung, wo er zunächst ein Volontariat absolvierte, dann Korrespondent für Franken mit Sitz in Nürnberg und Korrespondent für Baden-Württemberg mit Sitz in Stuttgart sowie Reporter des Gesellschaft-Teils war. Als Arthur-F.-Burns-Fellow arbeitete er als Gastredakteur beim Philadelphia Inquirer. 2015 wurde er im Ressort Seite Drei/Buch Zwei in München politischer Reporter, später Chefreporter.
Er ist Referent der Katholischen Journalistenschule ifp. Sein Porträt des CSU-Politikers Markus Söder war 2017 für den Theodor-Wolff-Preis nominiert. Er schrieb Bücher über Söder, die CSU und die Olympischen Sommerspiele 1972 in München.

## Werke
- Roman Deininger, Uwe Ritzer: Markus Söder. Politik und Provokation. Die Biographie. Droemer, München 2018, ISBN 978-3-426-27726-3.
- Roman Deininger, Uwe Ritzer: Markus Söder. Der Schattenkanzler. Biographie. Droemer, München 2020, ISBN 978-3-426-27856-7.
- Roman Deininger: Die CSU. Bildnis einer speziellen Partei. C.H.Beck, München 2020. ISBN 978-3-406-74982-7.
- Roman Deininger, Uwe Ritzer: Die Spiele des Jahrhunderts. Olympia 1972, der Terror und das neue Deutschland. dtv, München 2021. ISBN 978-3-423-28303-8.